# Marian Ivan
Marian Ivan (ur. 1 czerwca 1969 w Bukareszcie), piłkarz rumuński grający na pozycji napastnika.

## Kariera klubowa
Piłkarską karierę Ivan rozpoczynał w juniorach Steauy Bukareszt. W 1989 roku został zawodnikiem Progresulu Brăila, z którym awansował z drugiej ligi do pierwszej. 12 sierpnia 1990 zadebiutował w jego barwach w ekstraklasie w przegranym 0:1 meczu ze Sportulem Studențesc. Rok później zmienił drużynę i przeszedł do FC Brașov, w którym regularnie co sezon zdobywał ponad 10 goli. W 1994 roku zainteresowało się nim FC Dinamo Bukareszt i ostatecznie napastnik przeszedł do tego klubu. W Dinamie spędził półtora roku i zajął 3. miejsce w lidze w 1995 roku.
Latem 1995 Ivan trafił najpierw do cypryjskiego Evagoras Paphos, a po pół roku do greckiego Panioniosu GSS, jednak spadł z nim do drugiej ligi. Latem 1996 roku wrócił do Dinama, a w drugiej części sezonu przeżył spadek z FC Brașov do Divizii B. Pierwszą połowę sezonu 1997/1998 Marian spędził w Dinamie, a drugą w innym stołecznym klubie Sportul Studențesc. W 1999 roku wywalczył z FC Brașov awans do pierwszej ligi, a w 2001 roku zajął wysokie 3. miejsce w Divizii A. Ostatnie trzy sezony kariery Ivan spędził odpowiednio w trzecioligowym chińskim Henan Construction, drugoligowej Bucovinie Suceava oraz trzecioligowym FC Ghimbav. Karierę piłkarską zakończył w 2004 roku.

## Kariera reprezentacyjna
W reprezentacji Rumunii Ivan zadebiutował 25 maja 1994 roku w wygranym 2:0 towarzyskim meczu z Nigerią. W 1994 roku został powołany przez Anghela Iordănescu do kadry na Mistrzostwa Świata w USA, jednak nie zagrał tam w żadnym spotkaniu. W kadrze narodowej zagrał 3 razy.